# BORA-hansgrohe/2017
Deze pagina geeft een overzicht van de BORA-hansgrohe-wielerploeg in 2017.

## Algemeen
Algemeen manager: Ralph Denk
Teammanager: Enrico Poitschke
Ploegleiders: Christian Pömer, Steffen Radochla, André Schulze, Ján Valach, Jens Zemke
Fietsmerk: Specialized
Kopmannen: Sam Bennett, Rafal Majka, Peter Sagan

## Renners
| Naam                | Geboortedatum | Nationaliteit | Ploeg 2016        |
| ------------------- | ------------- | ------------- | ----------------- |
| Pascal Ackermann    | 17-01-1994    | Duitsland     | Rad-net Rose Team |
| Shane Archbold      | 02-02-1989    | Nieuw-Zeeland |                   |
| Jan Bárta           | 07-12-1984    | Tsjechië      |                   |
| Erik Baška          | 12-01-1994    | Slowakije     | Tinkoff           |
| Cesare Benedetti    | 03-08-1987    | Italië        |                   |
| Sam Bennett         | 16-10-1990    | Ierland       |                   |
| Maciej Bodnar       | 07-03-1985    | Polen         | Tinkoff           |
| Emanuel Buchmann    | 18-11-1992    | Duitsland     |                   |
| Marcus Burghardt    | 30-06-1983    | Duitsland     | BMC Racing Team   |
| Silvio Herklotz     | 06-05-1994    | Duitsland     |                   |
| Michael Kolář       | 21-11-1992    | Slowakije     | Tinkoff           |
| Patrick Konrad      | 13-10-1991    | Oostenrijk    |                   |
| Leopold König       | 15-11-1987    | Tsjechië      | Team Sky          |
| Rafał Majka         | 12-09-1989    | Polen         | Tinkoff           |
| Jay McCarthy        | 08-09-1992    | Australië     | Tinkoff           |
| Jose Mendes         | 24-04-1985    | Portugal      |                   |
| Gregor Mühlberger   | 04-04-1994    | Oostenrijk    |                   |
| Matteo Pelucchi     | 21-01-1989    | Italië        | IAM Cycling       |
| Christoph Pfingsten | 20-11-1987    | Duitsland     |                   |
| Paweł Poljański     | 05-06-1990    | Polen         | Tinkoff           |
| Lukas Pöstlberger   | 10-02-1992    | Oostenrijk    |                   |
| Juraj Sagan         | 23-12-1988    | Slowakije     | Tinkoff           |
| Peter Sagan         | 26-01-1990    | Slowakije     | Tinkoff           |
| Aleksejs Saramotins | 08-04-1982    | Letland       | IAM Cycling       |
| Andreas Schillinger | 13-07-1983    | Duitsland     |                   |
| Michael Schwarzmann | 07-01-1991    | Duitsland     |                   |
| Rüdiger Selig       | 19-02-1989    | Duitsland     |                   |

### Vertrokken
| Naam             | Geboortedatum | Nationaliteit       | Ploeg 2017             |
| ---------------- | ------------- | ------------------- | ---------------------- |
| Phil Bauhaus     | 08-07-1994    | Duitsland           | Team Sunweb            |
| Zakkari Dempster | 27-09-1987    | Australië           | Israel Cycling Academy |
| Bartosz Huzarski | 27-10-1980    | Polen               | Gestopt                |
| Ralf Matzka      | 14-08-1989    | Duitsland           | ?                      |
| Dominik Nerz     | 25-08-1989    | Duitsland           | Gestopt                |
| Scott Thwaites   | 12-02-1990    | Verenigd Koninkrijk | Dimension Data         |
| Paul Voss        | 26-03-1986    | Duitsland           | Gestopt                |

## Overwinningen
| Kuurne-Brussel-Kuurne Winnaar: Peter Sagan Ronde van de Alpen Puntenklassement: Pascal Ackermann Parijs-Nice 3e etappe: Sam Bennett Tirreno-Adriatico 3e etappe: Peter Sagan 5e etappe: Peter Sagan Ronde van Italië 1e etappe: Lukas Pöstlberger Ronde van Californië 2e etappe: Rafał Majka 3e etappe: Peter Sagan Ronde van Keulen Winnaar: Gregor Mühlberger Ronde van Zwitserland 5e etappe: Peter Sagan 8e etappe: Peter Sagan Puntenklassement: Peter Sagan Ronde van Slovenië 1e etappe: Sam Bennett 3e etappe: Rafał Majka 4e etappe: Sam Bennett eindklassement: Rafał Majka | Ronde van Frankrijk 3e etappe: Peter Sagan 20e etappe (ITT): Maciej Bodnar Ronde van Polen 1e etappe: Peter Sagan Puntenklassement: Peter Sagan BinckBank Tour 2e etappe: Peter Sagan 3e etappe: Peter Sagan Puntenklassement: Peter Sagan Ronde van Tsjechië 2e etappe: Sam Bennett 4e etappe: Sam Bennett Ronde van Spanje 14e etappe: Rafał Majka Grote Prijs van Quebec Winnaar: Peter Sagan | Wereldkampioenschappen Wegwedstrijd: Peter Sagan Nationale kampioenschappen wielrennen Duitsland, wegwedstrijd: Marcus Burghardt Letland, tijdrit: Aleksejs Saramotins Oostenrijk, wegwedstrijd: Gregor Mühlberger Slowakije, wegwedstrijd: Juraj Sagan Tsjechië, tijdrit: Jan Bárta Ronde van het Münsterland Winnaar: Sam Bennett Ronde van Turkije 1e etappe: Sam Bennett 2e etappe: Sam Bennett 3e etappe: Sam Bennett |

2010 · 2011 · 2012 · 2013 · 2014 · 2015 · 2016 · 2017 · 2018 · 2019 · 2020 · 2021 · 2022 · 2023 · 2024 · 2025
AG2R-La Mondiale · Astana Pro Team · Bahrain-Merida · BMC Racing Team · BORA-hansgrohe · Cannondale-Drapac · Team Dimension Data · FDJ · Katjoesja-Alpecin · Team LottoNL-Jumbo · Lotto Soudal · Movistar Team · Orica-Scott · Quick Step · Team Sky · Team Sunweb · Trek-Segafredo · UAE Team Emirates